# Evening Standard
L’Evening Standard est un quotidien conservateur publié à Londres. Il a été lancé le 21 mai 1827 sous le nom de Standard, nom qu'il reprendra au demeurant pendant une période lors des années 1990 (certains journaux locaux s'étant, entretemps, également appelés Evening Standard, une confusion devenait possible).
Le journal fait partie du groupe Daily Mail and General Trust et présente les informations nationales tout en mettant particulièrement l'accent sur la vie à Londres, avec sa partie This Is London.
L'Evening Standard est depuis 2009 la propriété de l’oligarque russe Alexandre Lebedev.

## Historique
Au début du XXe siècle, le propriétaire du journal était un magnat de la presse, le Canadien Lord Beaverbrook qui possédait aussi le Daily Express. À cette époque, il y avait quatorze journaux du soir à Londres, mais progressivement ils fusionnèrent, jusqu'à ce qu'il n'en reste plus que trois.
En 1960, Star se regroupe avec Evening News, les deux journaux restants étaient rivaux jusqu'à ce qu'à leur tour ils se regroupent dans les années 1980.
En 1987, Evening News est incorporé dans l'Evening Standard, laissant Londres avec un seul et unique journal du soir.
En 2009, le nom Evening News apparaît toujours tout en haut, à droite de la Une du Evening Standard, où il est marqué incorporating THE EVENING NEWS.

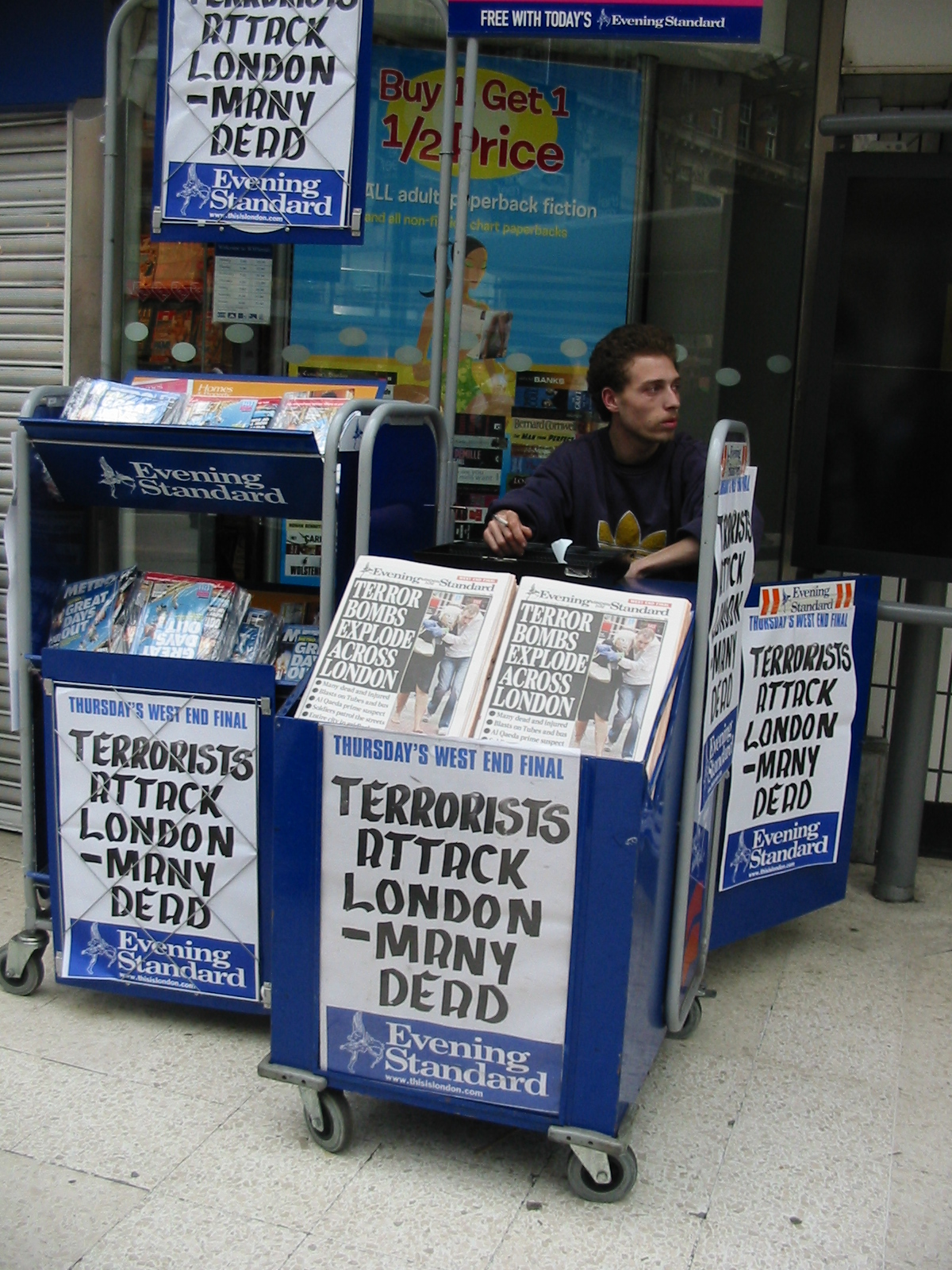
Kiosque à journaux, à la gare de Waterloo. Ce jour-là, la Une du Evening Standard titre sur les attentats du 7 juillet 2005 à Londres

Le journal est la propriété de Daily Mail and General Trust, qui publient également Daily Mail, Mail on Sunday, Ireland on Sunday et Metro. Le journal publie quatre éditions chaque jour, à l'exception des jours fériés.
Depuis les années 1950, le quotidien sponsorise l'évènement annuel Evening Standard Theatre Awards. Depuis les années 1970, il organise Evening Standard Pub of the Year (un bar ou pub est récompensé chaque année par les lecteurs, sur la base d'une liste réduite déjà établie par le journal).
Max Hastings était le rédacteur en chef du quotidien de 1996, jusqu'à sa retraite en 2002 et la rédactrice en chef actuelle est Veronica Wadley.
Le journal est connu pour ses controverses avec le maire de Londres Ken Livingstone dans les années 2000.
En 2004, Associated Newspapers (filiale de Daily Mail and General Trust) a lancé une version gratuite du journal, Standard Lite. Cette publication de 48 pages (pour approximativement 80 pages pour l' Evening Standard) possède aussi des suppléments la plupart des jours. Cette version gratuite a été conçue pour de jeunes lectrices, avec des rubriques « styles de vie » beaucoup plus développées que dans la version « classique ». L'approche est donc plus pratique et en contrepartie, les nouvelles du jour et la partie économie sont moins fouillées que dans l'Evening Standard. Cette version du journal n'est en vente que jusqu'à 14 h 30.
Le 21 janvier 2009, le milliardaire russe Alexandre Lebedev annonce l'achat de l'Evening Standard, seul quotidien du soir payant de Londres, à travers la société Evening Press. L'acquisition de 75,1 % des parts est faite pour « une somme symbolique ». Le reste du capital est conservé par le groupe DMGT. L'homme d'affaires de 49 ans a promis de se garder d'influencer la ligne éditoriale. L'Evening Standard, dont les pertes sont estimées à 20 millions de livres (22 millions d'euros) par an, tire à 287 000 exemplaires.
En octobre 2009, le journal devient gratuit, espérant atteindre la rentabilité en 2012.
En 2016, George Osborne, ancien chancelier de l'Échiquier de David Cameron, devient rédacteur en chef de l'Evening Standard.
Le 29 mai 2024, Paul Kanareck, président de l'Evening Standard, annonce qu'en raison de pertes importantes, le quotidien va devenir hebdomadaire avant la fin de l'année 2024.